# کیوسدینو
کیوسدینو (به ایتالیایی: Chiusdino) یک کومونه در ایتالیا است که در استان سیه‌نا واقع شده‌است.

## خصوصیات
کیوسدینو ۱۴۲٫۱ کیلومترمربع مساحت و ۱٬۹۴۴ نفر جمعیت دارد و ۵۶۴ متر بالاتر از سطح دریا واقع شده‌است.